# Джонни Цунами
Джонни Цунами (англ. Johnny Tsunami) — оригинальный фильм телеканала Disney вышедший в 1999 году. В 2000 году фильм был номинирован на премию «Humanitas» в категории «Детский живой фильм». Имеется продолжение вышедшее в 2007 году — Джонни Капахала: Снова на доске.

## Сюжет
Сюжет фильма рассказывает о юном парне Джонни, который живëт на острове Гавайи и страстно увлекается сёрфингом. Но после переезда в снежный штат Вермонт, парень вынужден адаптироваться к совершенно новым условиям.

## Производство
Съемки фильма проходили в таких местах, как Юта, включая курорт Брайтон, где снимались многие сцены катания на лыжах и сноубордах и Гавай.

## Песни
- «The Way[англ.]» — Fastball
- «All the Pain Money Can Buy[англ.]» — Fastball
- «Nowhere Road» — Fastball
- «Rolled» — Jeffries Fan Club[англ.]
- «Crystal 52» — Jeffries Fan Club
- «So Down» — Jesse Camp and the 8th Street Kidz
- «Life Jacket» — Simon Says[англ.]

## Восприятие
Журнал Complex в 2012 году поставило на второе место в своём списке из 25 лучших «Оригинальных фильмов Disney Channel». В марте 2016 года фильм был поставлен телеканалом MTV на 35 место в список лучших «Оригинальных фильмов Disney Channel» состоящий из 99 фильмов. В том же году, в мае, Обри Пейдж с развлекательного веб-сайта Collider оценил все выпущенные до этого момента фильмы телеканалы Disney. Журналист поставил данный фильм на 30 место и написал, что «сумел объединить сёрфинг и зимние виды спорта в настоящий шведский стол с невероятными диснеевскими трюками». В том же месяце, журнал Entertainment Weekly поставил фильм на 10 место в списке 30 лучших фильмов телеканала Disney. Писатель Джонатон Дорнбуш назвал этот фильм «одним из самых весёлых» и «лучшим оригинальным фильмом Disney Channel о рыбе из воды».